# 凯文·史密斯 (新西兰演员)
凯文·托德·史密斯（英語：Kevin Tod Smith，1963年3月16日—2002年2月15日）是一名新西兰演员。最知名的角色为在电视连续剧《大力神：传奇旅程》中的希腊战神阿瑞斯和它的两个续集——《齐娜：公主战士》和《年轻的大力士》，以及2002年美国动作电影《太阳之泪》中的美军海豹突击队队员。